# Louisa Noack
Louisa Noack (* 11. Februar 1984 in Bautzen) ist eine deutsche Journalistin, Moderatorin, Reporterin und Sprecherin. Sie arbeitet außerdem als Schauspielerin und Model.

## Leben

### Ausbildung
Louisa Noack sammelte ihre ersten Berufserfahrungen als Praktikantin beim SAEK Görlitz, Radio Lausitz, der Tageszeitung Görlitzer Allgemeine und der Sächsischen Zeitung in ihrer Heimatstadt Görlitz.
Sie zog 2002 nach Leipzig und studierte dort Mittlere und Neuere Geschichte, Journalistik und Sprachwissenschaft. Während dieser Zeit arbeitete sie als freie Redakteurin und Moderatorin für verschiedene Leipziger Lokalmedien, unter anderem die Leipziger Volkszeitung, den Radiosender Mephisto 97.6 und Leipzig Fernsehen. Außerdem leitete sie die Jugendredaktion der Sächsischen Zeitung.
Von März 2010 bis August 2011 absolvierte sie ein journalistisches Volontariat beim MDR in Leipzig.
Im April 2021 begann Louisa ein Studium im Bereich der Psychologie. Sie ist seit Dezember 2022 ausgebildete Paar- und Sexualtherapeutin.

### Arbeit

#### Radio
Louisa Noack arbeitete ab 2011 als Reporterin und Redakteurin für MDR Sputnik und MDR Jump. Ab 2016 bekam sie eine eigene Sendung bei 89.0 RTL, einem Radiosender der RTL Gruppe. Dort moderierte sie von 2016 bis Ende 2019 eine Late Night Talk Show. Außerdem war sie dort im Wochenende-Programm als Moderatorin zu hören. Für den Radiosender Radio Brocken war Louisa als Reporterin im Einsatz.

#### Fernsehen
Vor der Kamera stand Louisa Noack das erste Mal für den Lokalsender Leipzig Fernsehen und moderierte dort eine Wirtschaftssendung.
Danach arbeitete sie für den MDR als Redakteurin, Autorin und Reporterin vor der Kamera. Sie entwickelte und moderierte unter anderem die Sendung "Riverboat Backstage". Als Reporterin war sie in ihrer eigenen Reporter-Seite "Orte, die man nur aus dem Verkehrsfunk kennt" in Mitteldeutschland unterwegs.
Seit 2020 ist sie für das RTL Fernsehen und Pro Sieben als Reporterin vor der Kamera im Einsatz und im Programm zu sehen – sie arbeitet unter anderem für die Sendungen Punkt 12, Explosiv und Zervakis und Opdenhövel.

#### Sprecherin
Louisa Noack arbeitet als Sprecherin für verschiedene Agenturen, unter anderem für PR on Air und Spotting Image. Sie spricht Werbebeiträge, synchronisiert Filme und leiht in Hörbüchern den weiblichen Hauptfiguren ihre Stimme. Zu ihren Erfolgen gehört „Good Girl next door“ (Claire Kingsley), „Living with the Single Dad“ (Whitley Cox) und „No Perfect Hero“ (Nicole Snow).

#### Podcast
Ihr Podcast „Let’s talk about Sex“ ist eine Fortsetzung und Erweiterung ihrer Late Night Talk Show auf 89.0 RTL. Derzeit bekommt der Podcast einen Neuauflage.
Sie interviewt Menschen zum Thema Liebe, Sex und Zärtlichkeit – Promis, Experten, Menschen wie du und ich.
Der Podcast ist auf Podcast-Plattformen, wie deezer, iTunes, Spotify  verfügbar.

#### Veranstaltungsmoderation
Louisa Noack ist auch als Moderatorin auf Events, auf Podiumsdiskussionen, Firmenjubiläen, Veranstaltungen im Einsatz.

#### Schauspiel
Louisa Noack steht als Kleindarstellerin und Schauspielerin vor der Kamera. Von 2016 bis Ende 2019 spielte sie eine Ärztin in der Serie "In aller Freundschaft". 2022 und 2023 stand sie für die Formate "Auf Streife", "Blaulichtreport", "Posch" sowie "Ulrich Wetzel - das Strafgericht" vor der Kamera. Sie spielte außerdem bei "Alles was zählt" eine Kriminalkommissarin.

## Eigene Projekte
Seit Anfang 2023 arbeitet sie an ihrem Projekt „Let’s talk about Sex“. Sie ist bekannt für ihre unterhaltsamen Umfragen auf TikTok, Instagram und YouTube.
Sie schreibt für den Kölner Express regelmäßig Texte rund um die Themen Liebe, Sex und Beziehung.